# Protesto sentado

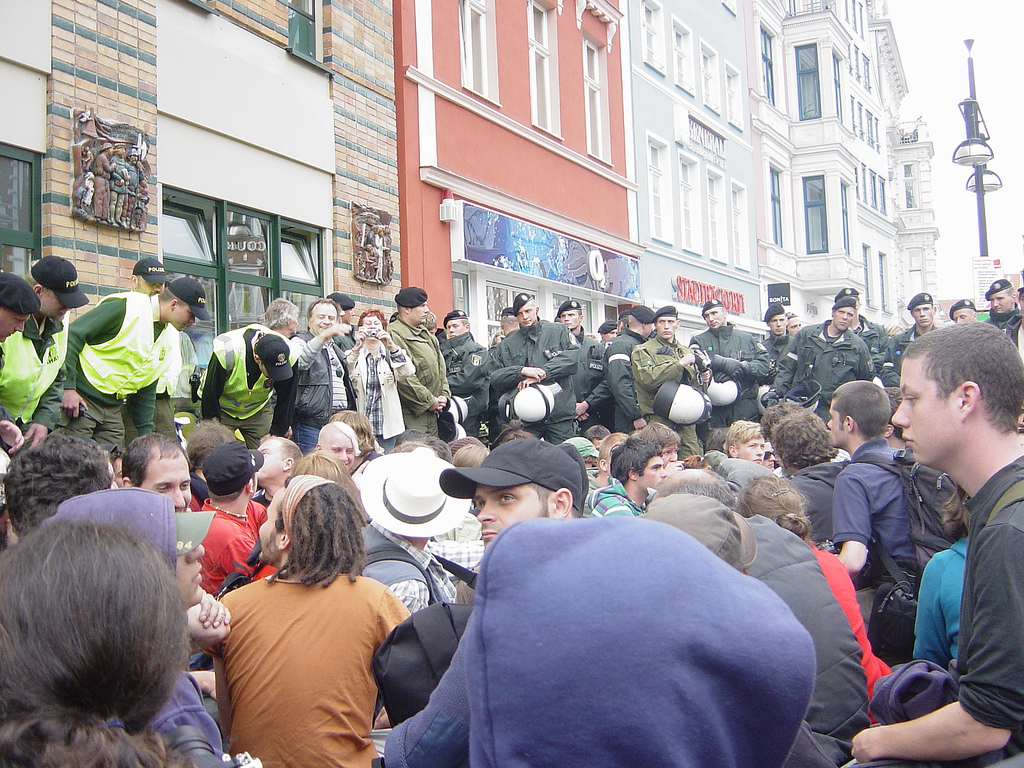

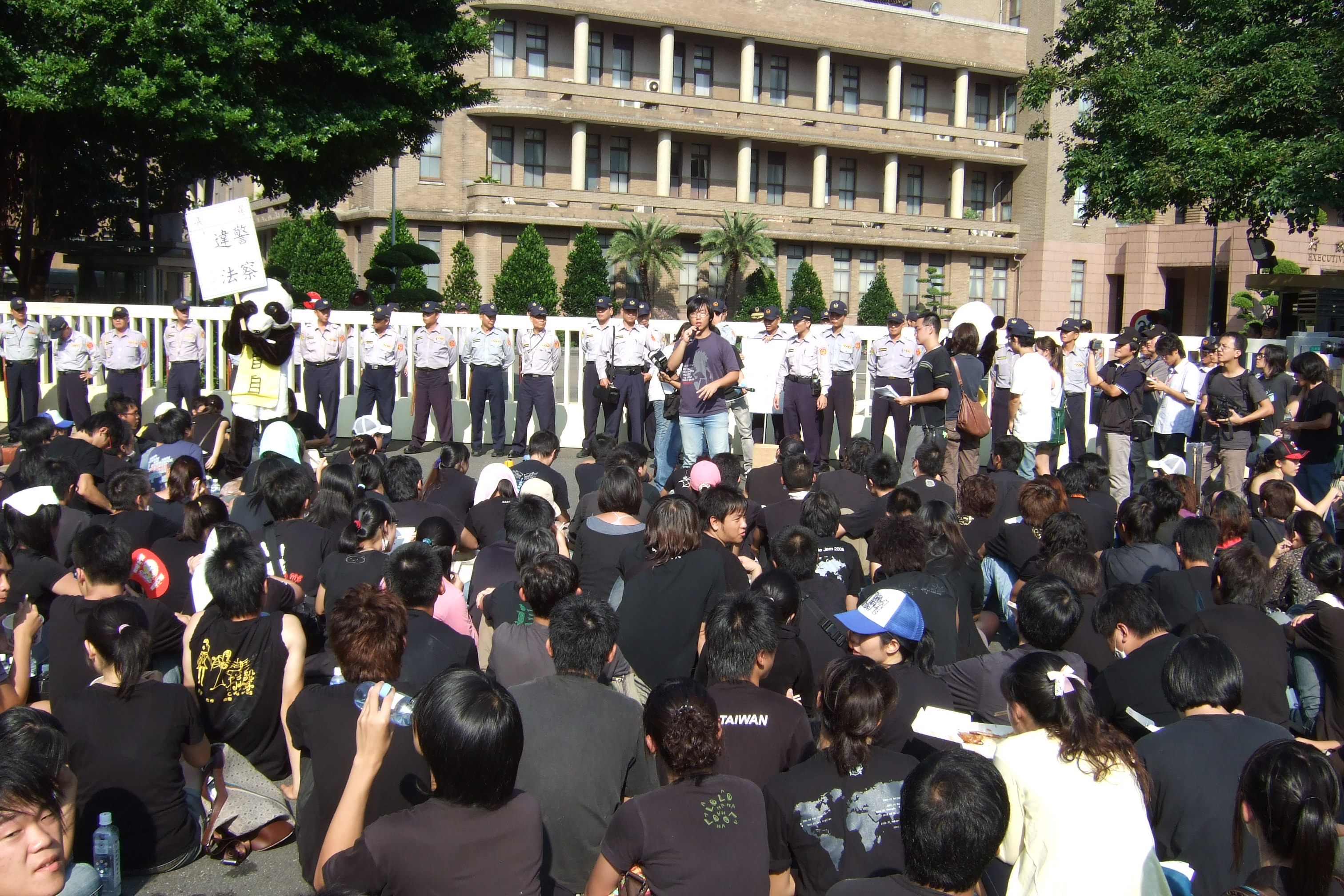

Um protesto sentado é uma forma de protesto não violento que consiste em marcar presença, ocupar lugar ou sentar-se no chão de um lugar, em geral num espaço público.

## Processo
Num protesto sentado os manifestantes sentam-se num lugar estratégico, como a via pública ou o interior de uma loja, fábrica ou edifício, permanecendo sentados até serem retirados (normalmente por uso da força) ou detidos, ou até que as suas exigências sejam satisfeitas.
Os protestos sentados são uma forma eficaz de protesto já que:
1. Causam perturbação e chamam a atenção das pessoas que estejam perto do lugar do protesto.
2. A retirada à força dos manifestantes, e por vezes o uso de violência contra estes, em contraste com a natureza não violenta do própria protesto sentado, costuma despertar simpatia no público e aumenta as possibilidades de os manifestantes conseguirem os seus objetivos.

A manifestação sentada pode ser usada no contexto de uma [greve]]. Neste caso, os trabalhadores sentam-se na área em que normalmente estariam a trabalhar e recusam-se a abandonar o local. Desta maneira impedem que a empresa os substitua com fura-greves para desbaratar a paralisação.